# クーテキー・レビッチ式

Koutecký–Levich式をあらわすグラフ。 電流の測定値を速度論的電流と物質移動電流の関数としてあたえる。

クーテキー・レビッチ式（クーテキー・レビッチしき、英: Koutecký–Levich equation）とは、電極反応により電極に流れる電流の測定値を、反応速度論および反応物の物質移動との関係でモデル化する方程式である。
Koutecký–Levich式は次のように書ける。
{\displaystyle {1 \over i_{m}}={1 \over i_{K}}+{1 \over i_{MT}}}
ここで、変数は次のように定義する。
- imは電流の測定値
- iKは反応電流（活性化支配電流とも[2]）
- iMTは物質移動電流（限界拡散電流id, iLとも[3][2]）

この式は、直列回路のコンダクタンス合成の式と似ている。
Koutecký–Levich式を次のように変形した形であらわすことも多い。
{\displaystyle i_{m}={i_{K}i_{MT} \over i_{K}+i_{MT}}}
反応電流iKは電極電位に依存し、バトラー・ボルマー式によりモデル化される。一方で、物質移動電流は電気化学的セットアップおよび攪拌の程度に依存して決まる。

## Koutecký–Levichプロット
電極表面が滑らかで平坦な回転円盤電極の場合、iMTはレビッチ式によりモデル化される。これをKoutecký–Levich式に代入すると、以下の式を得る。
ここで、変数は以下のように定義した。
- BL はレビッチ定数
- ω は電極の角速度

Koutecký-Levichプロット。測定電流の逆数を縦軸、角速度の平方根の逆数を横軸、にとってプロットする。回帰直線のy切片は反応電流の逆数1/iKを与える。

さまざまな回転速度において電流を測定した実験データをKoutecký-Levichプロットと呼ばれる図にすることで、反応電流を外挿することができる。Koutecký-Levichプロットは測定電流の逆数を縦軸に、角速度の平方根の逆数を横軸にとった散布図である。このプロット上で回帰直線のy切片を求めることにより反応電流が得られる。このy切片は回転速度を無限大とした極限に相当し、すなわち物質移動による制限がない極限を与える。したがって、Koutecký-Levich分析により反応定数koや対称性因子αといった速度論パラメータを決定することができる。